# Ptolemaida (starożytne miasto)
Uzasadnienie: Oba artykuły dotyczą tej samej miejscowości, miasto w Cesarstwie Rzymskim to właśnie Ptolemaida

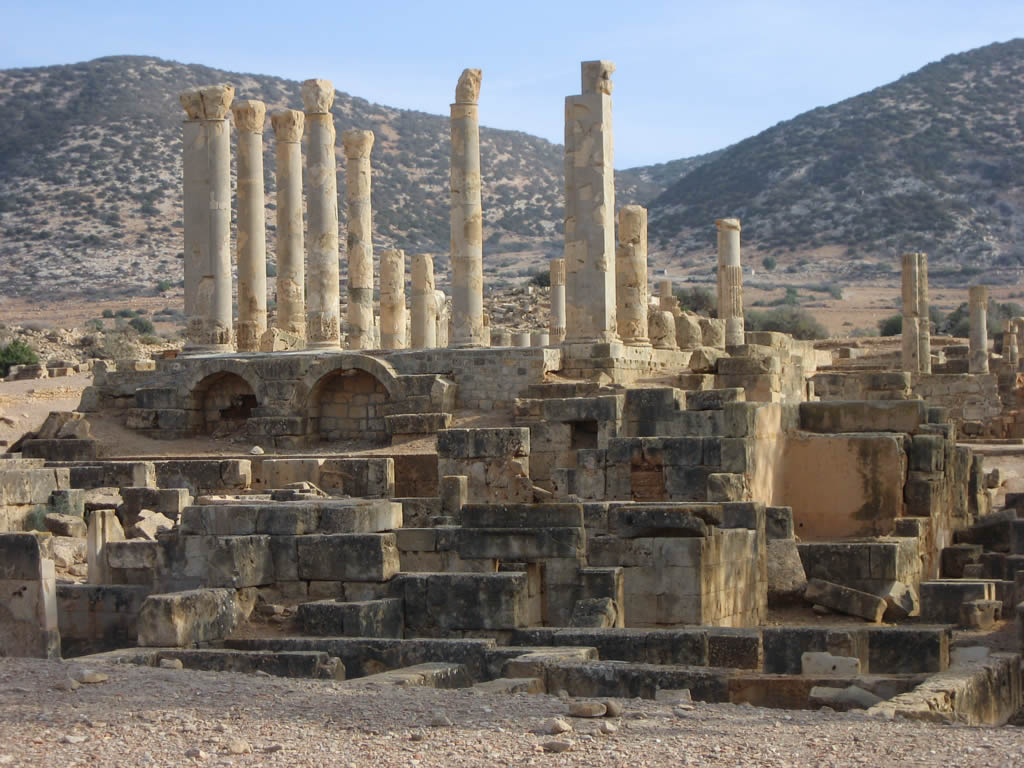
Fragment ruin budowli pałacowej

Ptolemaida, Ptolemais (gr. Πτολεμαΐς) – starożytne miasto w Cyrenajce, w północno-wschodniej części Libii; ruiny położone w pobliżu wsi Tolmeita. 

## Historia
Prawdopodobnie na przełomie VII i VI wieku p.n.e. w rejonie Ptolemaidy zaczęli się osiedlać mieszkańcy z założonej wcześniej Barki. W roku 331 p.n.e. miasta pentapolis dobrowolnie poddały się Aleksandrowi Wielkiemu, a po jego śmierci przeszły we władanie dynastii Ptolemeuszy. Miasto miało charakter hellenistyczny. Na początku I wieku p.n.e. Ptolemaida znalazła się pod panowaniem Rzymu. 
Miasto ucierpiało stosunkowo najmniej podczas trzęsienia ziemi, które w roku 262 n.e. zniszczyły Cyrenajkę, i w związku z tym do niego przeniesiono większość urzędów i instytucji z Cyreny i innych miast pentapolis. Świetność miasta skończyła się, gdy zniszczyło je trzęsienie ziemi w 365 roku n.e. Mimo odbudowy nie miało już tak wielkiego znaczenia. Prawdopodobnie w roku 428 zostało zniszczone przez Wandalów, co spowodowało jego wyludnienie. Pewne ożywienie nastąpiło sto lat później za panowania Justyniana Wielkiego, lecz po najazdach Arabów w połowie VII wieku miasto znów popadło w ruinę i od tego czasu było opuszczone.
Obecnie na terenie Ptolemaidy znajdują się stanowiska archeologiczne. W czasach świetności miasto zajmowało obszar ponad 250 hektarów (obszar trzy razy większy niż Pompeje mające 70 hektarów) i otoczone było murami, a poza ich obrębem znajdowały się nekropolie. Od północy miasto z portem przylegało do morza, a od południa rozciągały się wzgórza z akropolem. Zabudowa miasta była regularna.
Jeszcze przed I wojną światową wykopaliska archeologiczne prowadzili tam Włosi i Brytyjczycy. Od 2001 roku jest to miejsce stałych badań archeologicznych prowadzonych przez Polaków.